# YouPorn
YouPorn – pornograficzny serwis internetowy umożliwiający publikację w internecie amatorskich filmów pornograficznych na zasadzie UGC. Strona została założona w sierpniu 2006. Podobnie do YouTube opiera się ona na technologii Flash. Filmy pojawiają się na stronie zwykle w kilka tygodni po ich przesłaniu. W odróżnieniu od wielu innych serwisów pornograficznych dostęp jest bezpłatny, a zyski czerpane są wyłącznie z reklam. Filmy są dostępne do pobrania bezpośrednio ze strony w formatach mpg i mp4. W maju 2007 strona osiągnęła miesięczny dochód 120 000 $. Strona posiada także czatroom oraz randki internetowe. Właścicielami strony jest zespół Manwin.